# BPP Holdings
BPP Holdings Limited là công ty holding của nhà cung cấp giáo dục chuyên nghiệp và học thuật có trụ sở tại Vương quốc Liên hiệp Anh. BPP Holdings là công ty con của công ty giáo dục đại học vì lợi nhuận Apollo Global của Mỹ kể từ tháng 7 năm 2009. Công ty từng được niêm yết trên Sàn giao dịch Chứng khoán Luân Đôn và là một thành phần của Chỉ số FTSE 250, trước khi được TDR Capital mua lại vào tháng 3 năm 2021.

## Lịch sử
Công ty được thành lập bởi Alan Brierley, Richard Price và Charles Prior vào năm 1976 với tên gọi Brierley Price Prior để cung cấp khoá đào tạo cho sinh viên ngành kế toán. Công ty được niêm yết lần đầu tiên trên Sàn giao dịch Chứng khoán Luân Đôn vào năm 1987. Cũng trong năm 1987, công ty mua lại Mander Portman Woodward, một nhà cung cấp dịch vụ giảng dạy Fifth và Sixth Form. Năm 1992, công ty thành lập Trường Luật BPP, là một trong các trường tham gia thành lập Trường Cao đẳng Nghiên cứu Chuyên nghiệp BPP năm 2005, chuyên cung cấp đào tạo về ngành luật và quản trị kinh doanh. Năm 2007, Hội đồng Cơ mật trao quyền cấp bằng cho Trường Cao đẳng BPP. Công ty được mua lại bởi Apollo Global với giá 368 triệu bảng Anh vào tháng 7 năm 2009. Vào tháng 7 năm 2010, Trường Cao đẳng BPP được trao địa vị trường cao đẳng đại học. Vào tháng 8 năm 2013, Trường Cao đẳng Đại học BPP được chính thức công nhận là trường đại học và được đổi tên thành là Đại học BPP.
Vào tháng 12 năm 2020, một số phương tiện truyền thông, bao gồm The Lawyer và Legal Cheek, đưa tin rằng nhóm Quan hệ công chúng của BPP đã bị Wikipedia cảnh báo về các hành vi "sửa đổi gây hại" trên trang của Đại học BPP thuộc sở hữu của BPP Holdings, và cuối cùng bị "cấm vô thời hạn" việc sửa đổi trên trang web này. Một phát ngôn viên của BPP cho biết công ty sẽ "tuân theo hướng dẫn của Wikipedia" khi sửa đổi. Người phát ngôn của cơ quan PR của BPP, Gerard Kelly & Partners (GKP), người đã nhận được lệnh cấm, đã đưa ra một tuyên bố nói rằng nhóm PR của BPP sẽ tuân theo các hướng dẫn về sửa đổi "theo chỉ dẫn của Wikipedia".
Công ty được mua lại bởi TDR Capital vào tháng 3 năm 2021.
Tháng 11 năm 2021, BPP mua lại Estio Training.